# 셜록홈즈 (1916년 영화)
셜록홈즈(Sherlock Holmes)는 영국에서 제작된 아서 베르셀렛 감독의 1916년 미스터리 영화이다.
1916년에 생존했던 모든 프린트들이 한때 유실 영화로 간주되었다. 그러나 2014년 10월 1일, 복사본이 프랑스의 영화 보관소에서 발견되었다.

## 출연
- 에드워드 필딩
- 프레드 말라테스타
- 에드워드 아놀드